# Jozef Rakicky
Jozef Rakicky (* 1. April 1956 in Piešťany, Tschechoslowakei) ist ein deutscher Politiker (Werteunion, bis 2024 AfD) slowakischer Abstammung. Seit 2022 ist er Mitglied des Niedersächsischen Landtags.

## Leben und Beruf
Nach dem Abitur 1975 studierte Jozef Rakicky Medizin an der Medizinischen Fakultät Königgrätz der Karls-Universität Prag. Er war als Amtsarzt in Neusohl tätig, bevor er 1986 in die Bundesrepublik Deutschland auswanderte. An der neurologischen Klinik des Universitätsklinikums Heidelberg bildete er sich weiter. Seit 1994 ist er als Neurologe an verschiedenen Krankenhäusern tätig, zeitweise als ärztlicher Direktor des Median-Klinikums Flechtingen, zuletzt als Chefarzt der Neurologie in der Helios-Klinik Helmstedt.
Auf einer Versammlung im Winter 2021/2022 in Wolmirstedt behauptete Rakicky, dass er in Helmstedt täglich schwere Impfschäden nach Corona-Impfungen behandeln müsse; die Fallzahlen würden aber nicht offen kommuniziert. Ärztlichen Berufskollegen warf er vor, die Impfung nur zu empfehlen, um entsprechende Honorare zu erlangen. Zwölf Ärzte aus dem Landkreis Helmstedt widersprachen dieser Behauptung in einem Schreiben an die Braunschweiger Zeitung. Auch die Helios-Klinik distanzierte sich und dementierte, Impfschäden zu vertuschen.
Rakicky ist verheiratet und hat zwei Kinder.

## Politik
Seit 2016 ist Jozef Rakicky Kreistagsabgeordneter im Landkreis Helmstedt; von 2016 bis 2023 war er Vorsitzender der AfD-Kreistagsfraktion. Am 23. Dezember 2023 trennten sich die bisherigen Fraktionsmitglieder von Rakicky und bildeten ohne ihn eine neue AfD-Fraktion. Er verlor damit alle Sitze mit Stimmrecht in Fachausschüssen.
Seit 2021 ist er Mitglied des Samtgemeinderates in Velpke und Ratsherr in Bahrdorf. Bei der Landratswahl 2021 trat Rakicky für die AfD gegen Amtsinhaber Gerhard Radeck (CDU) und dessen SPD-Herausforderer Jan Fricke an, erlangte 9,6 % der Stimmen und qualifizierte sich somit nicht für die Stichwahl.
Bei den Landtagswahlen in Niedersachsen 2017 und 2022 kandidierte Rakicky für die AfD im Wahlkreis Helmstedt. Während er im Wahlkreis jeweils dem SPD-Kandidaten Jörn Domeier unterlag, erlangte er 2022 über die Landesliste einen Sitz im Landtag. Er eröffnete als Alterspräsident die konstituierende Sitzung des Landtages der 19. Wahlperiode und war gesundheitspolitischer Sprecher der AfD-Landtagsfraktion, bis er am 17. Januar 2024 wegen eines Streits aus der Fraktion austrat.
Im September 2024 verließ er auch die Partei mit der Begründung, die AfD sei zur Kaderpartei verkommen. Rakicky trat im Oktober 2024 der Werteunion bei.

## Ermittlungen von Polizei und Staatsanwaltschaft
Der Landkreis Helmstedt prüfte seit Dezember 2023 die Vorgänge rund um die Abrechnung einer Klausurtagung der AfD-Kreistagsfraktion. Diese soll nach NDR-Recherchen ein Wahlkampffest gewesen sein. Die Staatsanwaltschaft ermittelte wegen des Verdachts des Subventionsbetrugs, stellte jedoch die Ermittlungen ein, zumal der abgerechnete Betrag zurückgezahlt wurde.
Die Staatsanwaltschaft Braunschweig ermittelte seit September 2023 gegen Rakicky und die Abgeordnete Vanessa Behrendt wegen des Verdachts des gemeinschaftlichen Betrugs und der Untreue. Dabei ging es um die Verwendung von Wahlkampfmitteln im Landtagswahlkampf 2022. Auch diese Ermittlungen wurden eingestellt.
Im Juni 2023 hat die Polizeiinspektion Wolfsburg-Helmstedt gegen Rakicky ermittelt wegen des Verdachts der missbräuchlichen Verwendung von zwei Doktortiteln. Der NDR in Niedersachsen war zunächst auf der Homepage der Niedersachsen-AfD auf die beiden akademischen Grade vor Rakickys Namen aufmerksam geworden. Der Anwalt von Rakicky berief sich darauf, dass die Verwendung auch auf anderen Dokumenten irrtümlich und ohne die Absicht, jemanden täuschen zu wollen, erfolgt sei. Die Ermittlungen wurden eingestellt.